# Each Tear
Each Tear è un singolo della cantautrice statunitense Mary J. Blige, pubblicato il 26 febbraio 2010 come quarto estratto dal nono album in studio Stronger with Each Tear.
Del brano esistono diverse versioni, pubblicate per i rispettivi mercati: in Italia è stato inciso in duetto con Tiziano Ferro, in Germania con Rea Garvey dei Reamonn, in Canada con K'naan e in Australia con Vanessa Amorosi. Le ultime due versioni non sono però state estratte come singoli.

## Descrizione
La versione originale del brano, presente nell'edizione statunitense dell'album, è interamente eseguita da Mary J. Blige, a differenza di quella pubblicata come singolo in Inghilterra e nell'edizione internazionale dell'album, che vede la partecipazione vocale di Jay Sean.

## Tracce
1. Each Tear (feat. Jay Sean) – 4:16

## Classifiche

### Classifiche settimanali
| Classifica (2010) | Posizione massima |
| ----------------- | ----------------- |
| Italia            | 1                 |
| Regno Unito       | 183               |

### Classifiche di fine anno
| Classifica (2010) | Posizione |
| ----------------- | --------- |
| Italia            | 29        |

## Versione italiana
Dopo Stronger, la versione italiana di Each Tear diventa il secondo singolo estratto da Stronger with Each Tear per il mercato italiano. Il brano viene pubblicato il 19 marzo 2010.

### Video musicale
Il videoclip è stato girato a Los Angeles dal regista Marcus Raboy ed è stato pubblicato il 27 febbraio 2010.

### Tracce
1. Each Tear (Italian Version) (feat. Tiziano Ferro) – 4:15

## Versione tedesca
La versione del brano per la Germania viene incisa insieme a Rea Garvey, frontman dei Reamonn, e pubblicata come singolo il 30 settembre 2011.

### Tracce
1. Each Tear (German Version) (feat. Rea Garvey) – 4:17